# Kijik Archeological District
Le Kijik Archeological District est un district historique américain situé dans le borough de Lake and Peninsula, en Alaska. Protégé au sein des parc national et réserve de Lake Clark, il est inscrit au Registre national des lieux historiques et classé National Historic Landmark depuis le 12 octobre 1994.